# Нимпа
Ни́мпа (ест. Nõmpa küla) — село в Естонії, у волості Ляене-Сааре повіту Сааремаа.

## Населення
Чисельність населення на 31 грудня 2011 року становила 21 особу.

## Географія
Село Нимпа розташоване на північно-східному березі озера Каруярв (Karujärv). Край села вздовж озера проходить дорога Кярла — Каруярве.
Через село тече струмок Калья (Kalja oja).

## Історія
До 12 грудня 2014 року село входило до складу волості Кярла.

## Пам'ятки природи
На південний захід від села розташовується заказник Каруярве (Karujärve hoiuala), площа — 354,6 га.